# Azuré de la chevrette
Cupido osiris
Espèce
L’Azuré de la chevrette ou Azuré osiris (Cupido osiris) est une espèce de lépidoptères (papillons) de la famille des Lycaenidae.

## Dénominations
Cupido osiris a été nommé par Johann Wilhelm Meigen en 1829.
Synonymes : Polyommatus osiris (Meigen, 1829), Argus sebrus (Boisduval, 1832), Papilio sebrus (Hübner, 1824).

### Noms vernaculaires
L’Azuré de la chevrette ou Azuré osiris se nomme en anglais Osiris Blue, en espagnol Dende Mayor et en allemand Kleine Alpen-Bläuling.

## Description
C'est un petit papillon qui présente un dimorphisme sexuel : le dessus du mâle est bleu, celui de la femelle est marron.
Le revers est beige pâle très peu suffusé de bleu et orné de lignes de petits points noirs.

### Espèces proches
Peut être confondu avec l'Azuré grenadin dans son aire de répartition, et sa femelle avec l'Argus frêle.

## Biologie

### Période de vol et hivernation
Il vole en une ou deux générations.
Les chenilles sont soignées par les fourmis Lasius alienus et il hiverne au stade de chenille.

### Plantes hôtes
Ses plantes hôte sont des Onobrychis, dont Onobrychis viciifolia, Onobrychis montana et Onobrychis arenaria.

## Écologie et distribution
Il est présent en Afrique du Nord, dans l'Europe du sud, en Sibérie et tout le reste l'Asie (sauf l'Asie du Sud et le nord de la Mongolie) jusqu'au Pacifique.
En France métropolitaine suivant certaines sources, il serait encore présent dans vingt-et-un départements, Yonne et Côte-d'Or puis tous les départements au sud d'une ligne allant de la Haute-Savoie à l'Aveyron puis  l'Ariège, Suivant d'autres sources il ne serait plus présent que dans huit départements du sud de la France, Côte-d'Or, Haute-Vienne, Puy-de-Dôme, Drôme, Hautes-Alpes, Bouches-du-Rhône et Pyrénées-Orientales.

### Biotope
Son habitat est constitué de lieux herbus et fleuris.

### Protection
Pas de statut de protection particulier.